# Zerova
Zerova – polski zespół alternatywny grający muzykę IDM, założony w Białymstoku. Brzmienie zespołu określane jest jako fuzja elektroniki, żywych instrumentów i onirycznego śpiewu z delikatnym wpływem podlaskiego folku.

## Historia
W 2006 zespół związał się z brytyjskim wydawnictwem Herb Recordings. W październiku tego samego roku premierę miała ich pierwsza płyta długogrająca - I Think We've Lost.
W 2007 roku Zerova wydała nakładem warszawskiej wytwórni Home.Pop.Records minialbum We All Hum Sometimes/Acoustic Apples, zawierający 5 akustycznych utworów. Kilka z nich znalazło się na demo z 2006 roku, reszta to nowe kompozycję.
Na początku 2008 roku zespół rozwiązał współpracę z Herb Recordings na rzecz rodzimej wytwórni fonograficznej FDM (Fabryka Dźwięku z Muz) z siedzibą w Lotyniu. 23 listopada 2009 r. Zerova wydała swoją drugą płytę długogrającą Hello Tree.
W marcu 2014 roku nakładem Anteny Krzyku ukazała trzecia płyta tria z Białegostoku - Gombrowicz. Dziesięć nowych piosenek zespołu Zerova stanowi dialog z autorem. Jego proza staje się poezją i zmienia w tekst piosenki. Projekt Gombrowicz jest pierwszą płytą po polsku, wcześniej wszystkie utwory miały angielskie teksty.
Zerova jest współautorem ścieżki dźwiękowej do filmu Marka Włodzimirowa Szeptuchy.

## Dyskografia

### Albumy
- I Think We've Lost (2006)
- We All Hum Sometimes (Acoustic Apples EP) (2007)
- Hello Tree! (2009)
- Gombrowicz (2014)

### Składanki i występy gościnne
- Old Time Radio - Downtown (gościnnie w jednym utworze; 2006)
- Beats Friendly - May I Beat You? (utwór Drift; 2007)
- Home.Pop.Compilation (utwór Home on the Wall; 2007)
- W krainie dźwięków z muz (utwory Kudos i 99 six; 2008)
- Verda Disco (utwór Nenomita Loko; 2009)
- New Century Classics (remix utworu Heart With Four Rooms; 2009)